# Paté chinois

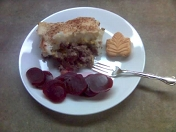
Paté chinois.

El Paté chinois (denominado también Pâté chinois) es un plato tradicional de la cocina quebecense que consiste en diferentes capas de carne picada de ternera (principal ingrediente), mezcladas con un salteado de cebollas y pimientos finamente picados, a la mezcla se le suele añadir maíz. Todo ello se hace cubrir con una capa externa de puré de patata. Antes de cubrir se suele añadir una cierta cantidad de pimentón dulce para que dé color, el conjunto se cocina en el horno. Se sirve caliente con algunas rodajas de remolacha en el plato. Se trata de un plato muy popular en la provincia de Quebec en Canadá.

## Nombre del plato
El nombre de este plato Paté chinois que en francés es puré chino hace pensar erróneamente que su procedencia es de la cocina china, de hecho los ingredientes encontrados en la receta no son habituales de la cocina china. Una de las explicaciones más aceptadas por los francocanadienses es que posiblemente fuera una comida muy celebrada por los trabajadores chinos de los Ferrocarriles de Norte América durante el siglo XIX, muy posiblemente los cocineros ingleses prepararan una variante del Shepherd's pie (con ingredientes más apropiados a la zona)
Otra teoría más elaborada acerca del origen del nombre de este plato aparece en la obra A Taste of Quebec de Julian Armstrong en el que menciona que existe en la provincia de  Quebec en Canadá, una población denominada China Maine, que posiblemente fuera el lugar donde se originó el nombre debido a su denominación francesa Pâté chinois.